# Svatoslav (powiat Brno)
Svatoslav – gmina w Czechach, w powiecie Brno, w kraju południowomorawskim. 1 stycznia 2014 liczyła 425 mieszkańców.